# Пакаринен, Пиа
Пи́а Па́каринен (фин. Pia Pakarinen; род. 5 октября 1990, Юука, Финляндия) — победительница конкурса Мисс Финляндия 2011 года.
Пакаринен должна была представлять свою страну на конкурсе Мисс Вселенная 2011, однако в сентябре 2011 неожиданно от своего титула отказалась. По словам директора компании, отвечающей за организацию конкурса Мисс Финляндия, Эйно Макунена причиной разногласий между моделью и организаторами конкурса красоты стало, в частности, нежелание Пакаринен во время конкурса комментировать ход конкурса финским СМИ.
В настоящее время работает в сфере торговли.